# Abul Hasan (Dichter)
Abul Hasan (* 21. August 1947 in Barnigram; † 26. November 1975) war ein Dichter und Journalist aus Ostpakistan bzw. Bangladesch.

## Leben und Werk
Nach seiner Ausbildung am Brojomohun College in Barishal begann er ein Studium an der University of Dhaka, welches er aber nicht beendete. Ab 1969 arbeitete er als Journalist bei verschiedenen Zeitungen, erst bei Ittefaq, von 1972 bis 1973 bei Ganabangla und von 1973 bis 1974 bei Dainik Janapad. 1970 hatte er seinen Durchbruch als Dichter mit dem ersten Platz bei der Asian Poetry Competition, 1975 folgte der Bangla Academy Award.
Auch wenn Abul Hasan nur für zehn Jahre schrieb, so nimmt er doch einen wichtigen Platz in der modernen Literatur Bangladeschs ein. Seine Themen waren Einsamkeit, Trauer und Trennung. Zu seinen wichtigen Veröffentlichungen zählen: Raja Yay Raja Ase (1972) und Prithak Palanka (1975).  
Posthum wurde ihm 1982 der Ekushey Padak verliehen. Das Theaterstück Ora Kayekjan wurde erst 1988 veröffentlicht.